# Goldendale Observatory State Park
Der Goldendale Observatory State Park besteht aus einer Volkssternwarte mit einem 24,5-Zoll-Cassegrain-Teleskop. Der 2 ha große State Park liegt 640 m hoch auf einer Anhöhe nördlich von Goldendale im Klickitat County des US-Bundesstaates Washington.

## Geschichte
Die vier Hobbyastronomen aus Vancouver M.W. McConnell, O.W. VanderVeldon, John Marshall und Don Conner hatten 1964 die Idee, selbst ein großes Teleskop zu bauen. Da in Vancouver aber aufgrund klimatischer Bedingungen relativ häufig bedeckter Nachthimmel vorhanden ist und die Lichtverschmutzung zusätzlich die astronomischen Beobachtungen erschwert, wurde schon früh nach einem geeigneteren Standort gesucht. Goldendale schien den Kriterien zu genügen und sie konnten mit den Verantwortlichen der Stadt eine Vereinbarung über den Bau und die Bereitstellung des Observatoriums treffen, wobei sie selbst das Teleskop beisteuern würden. Der konkrete Standort wurde 1968 bestimmt und 1970 war nach 6 Jahren Bauzeit das Teleskop fertig. Trotz reinen Materialkosten von 3000 US-Dollar war das gebrauchsfertige Teleskop 75.000 US-Dollar wert. 1971 wurde die Goldendale Observatory Corporation gegründet, die sich um die Finanzierung des Gebäudes kümmern sollte. Im Mai 1973 war die Grundsteinlegung und im Oktober desselben Jahres konnte die Einweihung gefeiert werden. Der astronomische Betrieb wurde in den ersten Jahren ehrenamtlich betreut und einmal pro Woche öffentlich von jedermann nutzbar. Die Finanzsituation war all die Jahre kritisch, sodass 1978 Pläne zur Schließung auftauchten. Für den 26. Februar 1979 war jedoch eine Sonnenfinsternis vorausberechnet, deren Kernschatten nachmittags über das Gebiet ziehen sollte. Für dieses Himmelsereignis war das Observatorium der Beobachtungsplatz mit den insgesamt besten Standortbedingungen, besten Wetteraussichten und bester Ausstattung. Diese Umstände führten dazu, dass die National Astronomical League ihr Hauptquartier für den Beobachtungszeitraum nach Goldendale verlegte und insgesamt 17.000 Menschen anreisten. Der Fernsehsender NBC präparierte seine Kameras am Teleskop für eine Live-Übertragung der Sonnenfinsternis. Nach diesem Medienereignis war genügend Aufmerksamkeit vorhanden, um die prekäre finanzielle Situation aus der Welt zu schaffen. Der Bundesstaat Washington übernahm Ende 1980 die Liegenschaft und widmete sie 1981 zum Goldendale Observatory State Park um.
Die International Dark-Sky Association hat dem Goldendale Observatory State Park Juni 2010 eine Auszeichnung in Silber verliehen, während Gold an den Clayton Lake State Park ging und beide State Parks in die Liste der International Dark Sky Parks aufgenommen.

## Ausstattung

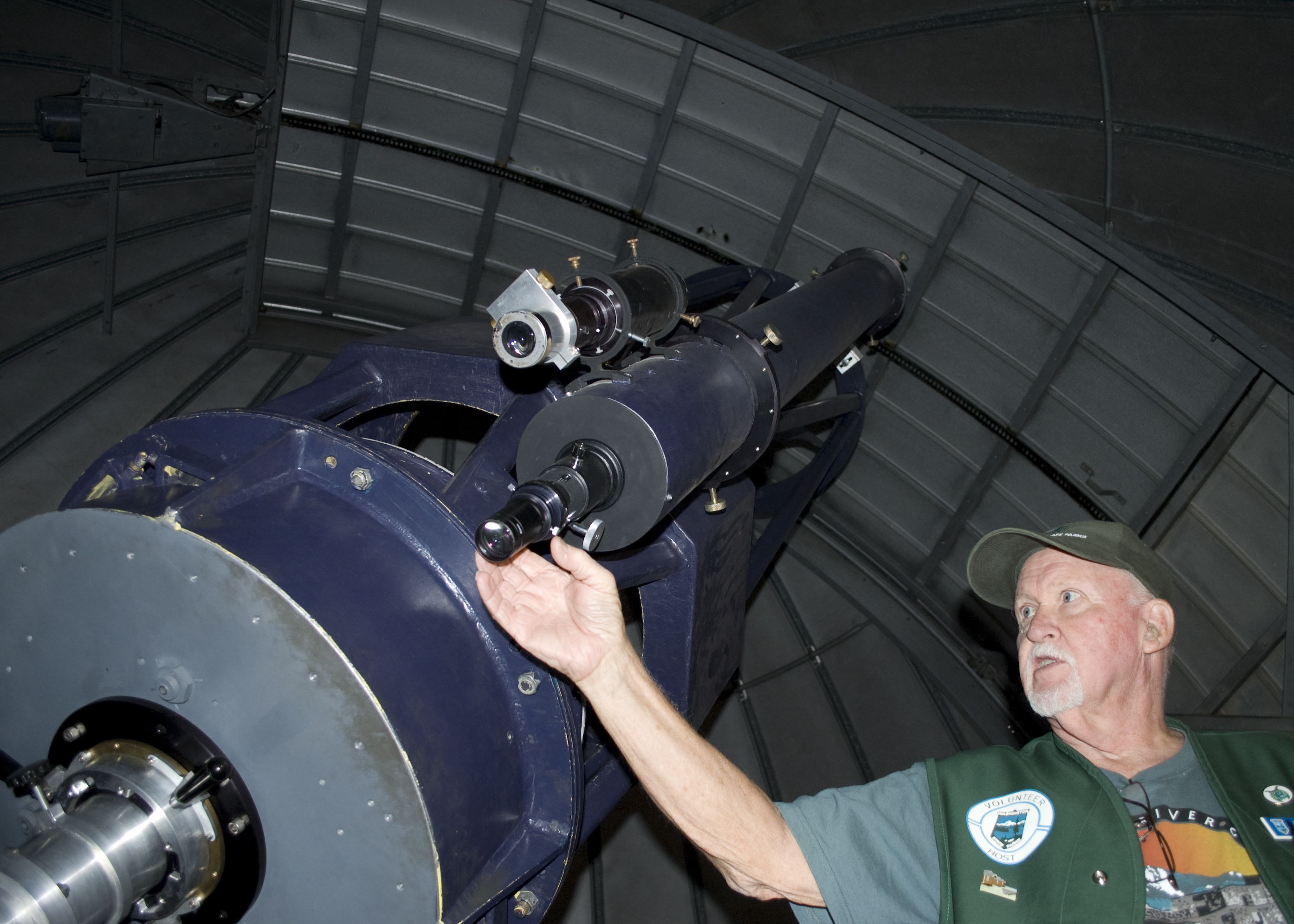
Stephen R. Stout am 24,5-Zoll-Cassegrain-Teleskop

Zur astronomischen Ausrüstung der Sternwarte gehören nicht nur das festmontierte 24,5-Zoll-Cassegrain-Teleskop unter einer drehbaren Kuppel, das zu den größten für die Öffentlichkeit zugänglichen Teleskopen zählt. Weiterhin sind ein festmontiertes 8-Zoll-Teleskop von Celestron und 6 mobile kleinere Teleskope vorhanden. Eine Bibliothek und ein Amphitheater runden das Angebot ab. Tagsüber bietet der State Park auch eine gute Aussicht auf den Mount Adams, den Mount Hood und das Klickitat Valley.